# پارسا (بهشهر)
پارسا، روستایی است از توابع بخش یانه‌سر شهرستان بهشهر در استان مازندران ایران.

## جمعیت
این روستا در دهستان شهدا قرار دارد و براساس سرشماری مرکز آمار ایران در سال ۱۳۸۵، جمعیت آن ۷۵ نفر (۲۴خانوار) بوده‌است. مردم پارسا از قومیت طبری هستند. مردم پارسا به زبان طبری (مازندرانی) سخن می‌گویند.